# Elizabeth Deignan
Elizabeth „Lizzie“ Mary Deignan, geb. Armitstead, MBE, (* 18. Dezember 1988 in Beverley) ist eine britische Radrennfahrerin, die auf Bahn und Straße erfolgreich ist. 2015 wurde sie Weltmeisterin im Straßenrennen.

## Biographie

### Sportliche Laufbahn
2005, im Alter von 16 Jahren, wurde Lizzie Armitstead Vize-Weltmeisterin im Scratch bei den Junioren-Wettkämpfen in Wien. 2007, bei der U23-Europameisterschaft in Cottbus wurde sie in dieser Disziplin Europameisterin sowie Zweite im Punktefahren. Bei der U23-Europameisterschaft 2008 in Pruszków errang sie zwei Titel, im Scratch und in der Mannschaftsverfolgung (mit Joanna Rowsell und Katie Colclough) sowie einen zweiten Platz im Punktefahren.
Ihre Erfolge auf Nachwuchs-Ebene konnte Lizzie Armitstead bei der Elite nahtlos fortsetzen. Bei der WM 2009 in Pruszków platzierte sie sich auf Anhieb ganz weit vorne: Gold in der Mannschaftsverfolgung (mit Wendy Houvenaghel und Joanna Rowsell), Silber im Scratch sowie Bronze im Punktefahren.
Auch auf der Straße ist Armitstead erfolgreich aktiv: 2009 wurde sie Britische Straßenmeisterin (U23) und Zweite bei der Elite. Die Silbermedaille wurde ihr zunächst aberkannt, da nach Meinung des obersten Wettkampfrichter dieser Zweifachstart regelwidrig war. Diese Entscheidung wurde allerdings rückgängig gemacht. Zudem errang Armitstead 2009 den dritten Platz in der Gesamtwertung der Tour de l’Ardeche. 2011 wurde sie britische Straßenmeisterin.
In den Jahren 2010 und 2011 fuhr Lizzie Armitstead für das Cervelo Test Team bzw. dessen Nachfolger Garmin-Cervélo, wechselte nach dessen Auflösung im Jahr 2012 zum niederländischen Radsportteam AA Drink-leontien.nl und im Jahr darauf zum Boels Dolmans Cyclingteam.
Bei den Olympischen Spielen 2012 in London gewann sie Silber im Straßenrennen. 2014 gewann sie die Ronde van Drenthe. Im selben Jahr entschied sie das Straßenrennen der Commonwealth Games 2014 in Glasgow für sich, nachdem sie 2010 die Silbermedaille errungen hatte. 2014 sowie 2015 gewann Armistead die Gesamtwertung des Rad-Weltcups.
2016 wurde Lizzie Armitstead für die Teilnahme an den Olympischen Spielen in Rio de Janeiro nominiert, wo sie Platz fünf im Straßenrennen belegte. Im selben Jahr wurde sie gemeinsam mit dem Boels Dolmans Cyclingteam Weltmeisterin im Mannschaftszeitfahren und gewann das Mannschaftszeitfahren bei der Holland Ladies Tour. Zudem gewann sie die britische The Women’s Tour.
Ende August 2017 startete Lizzie Deignan, die bis dahin eine starke Saison bestritten hatte, bei der Boels Rental Ladies Tour. Nach der zweiten Etappe lag sie auf Platz zehn, musste dann aber in ein Krankenhaus eingeliefert werden, um ihren Blinddarm entfernen zu lassen. Dadurch war ihre Teilnahme an den Straßenweltmeisterschaften im norwegischen Bergen gefährdet. Wenige Tage vor Beginn der Weltmeisterschaften wurde bekannt gegeben, dass sie in Bergen Kapitänin der britischen Frauenmannschaft starten werde. Sie belegte im Straßenrennen Platz 42. Anschließend legte sie eine Rennpause ein.
Im September 2018 wurde Deignan Mutter einer Tochter. Im April 2019 startete sie erstmals nach ihrer Schwangerschaft beim Amstel Gold Race. Im selben Jahr gewann sie die Gesamtwertung der Women’s Tour.
Am 2. Oktober 2021 gewann Deignan das Ein-Tages-Rennen Paris-Roubaix Femmes, das über 115,6 km mit Start in Denain ausgetragen wurde, mit einem Solo über 85 km. Sie ging damit als erste Siegerin der Frauen-Edition des Radsportklassikers in die Geschichtsbücher ein.
Im Februar 2022 wurde bekannt, dass Elizabeth Deignan ein zweites Kind erwartet und deshalb die Saison 2022 nicht bestreiten werde. 2023 kehrte sie ins Renngeschehen zurück und bestritt unter anderem die Tour de France Femmes. Ihre besten Saisonresultate waren ein dritter Platz im Etappenrennen RideLondon Classique und ein sechster Platz bei den Weltmeisterschaften in Glasgow. 2024 brach sie sich bei der Flandern-Rundfahrt den Arm, war aber vier Wochen später schon wieder im Einsatz. Sie holte die Bergwertung der Tour of Britain und war Dritte im Straßenrennen der britischen Meisterschaften.

### Verpasste Dopingtests
Wenige Tage vor Beginn der Olympischen Spiele 2016 wurde bekannt, dass Armitstead im Jahr zuvor drei Tests der britischen Antidoping-Agentur UKAD verpasst hatte und deshalb vier Jahre hätte gesperrt werden müssen. Der Internationale Sportgerichtshof (CAS) stellte das Verfahren jedoch ein mit der Begründung, die UKAD  habe nicht ausreichend konsequent versucht, Armitstead zu erreichen.
Diese Entscheidung des CAS stieß auf Unverständnis in Radsportkreisen, aber auch in den britischen Medien. Der ehemalige Ruderer Zac Purchase wurde im Independent zitiert: „Imagine what we would be saying if she was Russian.“ („Stell Dir vor, was wir sagen würden, wenn sie Russin wäre.“) Der Journalist Ian Herbert schrieb aus Rio: „Armitstead should not be here.“ („Armitstead sollte nicht hier sein.“) Die italienische Fahrerin Valentina Scandolara fühlte sich an Orwells Farm der Tiere erinnert: „All animals are equal, but some animals are more equal than others.“ („Alle Tiere sind gleich, aber einige Tiere sind gleicher als andere.“)

### Privates
Mitte September 2016 heiratete Lizzie Armitstead ihren Rennfahrer-Kollegen Philip Deignan und startete seitdem unter ihrem Ehenamen. Im März 2018 gab sie bekannt, dass sie ihr erstes Kind erwarte, aber plane, 2019 in den Sport zurückzukehren. Das Kind, ein Mädchen, wurde im September 2018 geboren. Philip Deignan beendete anschließend seine Karriere als Aktiver, ist seitdem als Trainer von Lizzie Deignan tätig und betreut die gemeinsame Tochter. Das zweite Kind des Paars, ebenfalls eine Tochter, kam 2022 zur Welt.

## Ehrungen
2023 wurde Lizzie Deignan für ihre Verdienste um den Radsport zum Member of the Order of the British Empire (MBE) ernannt.

## Erfolge

### Straße
2009

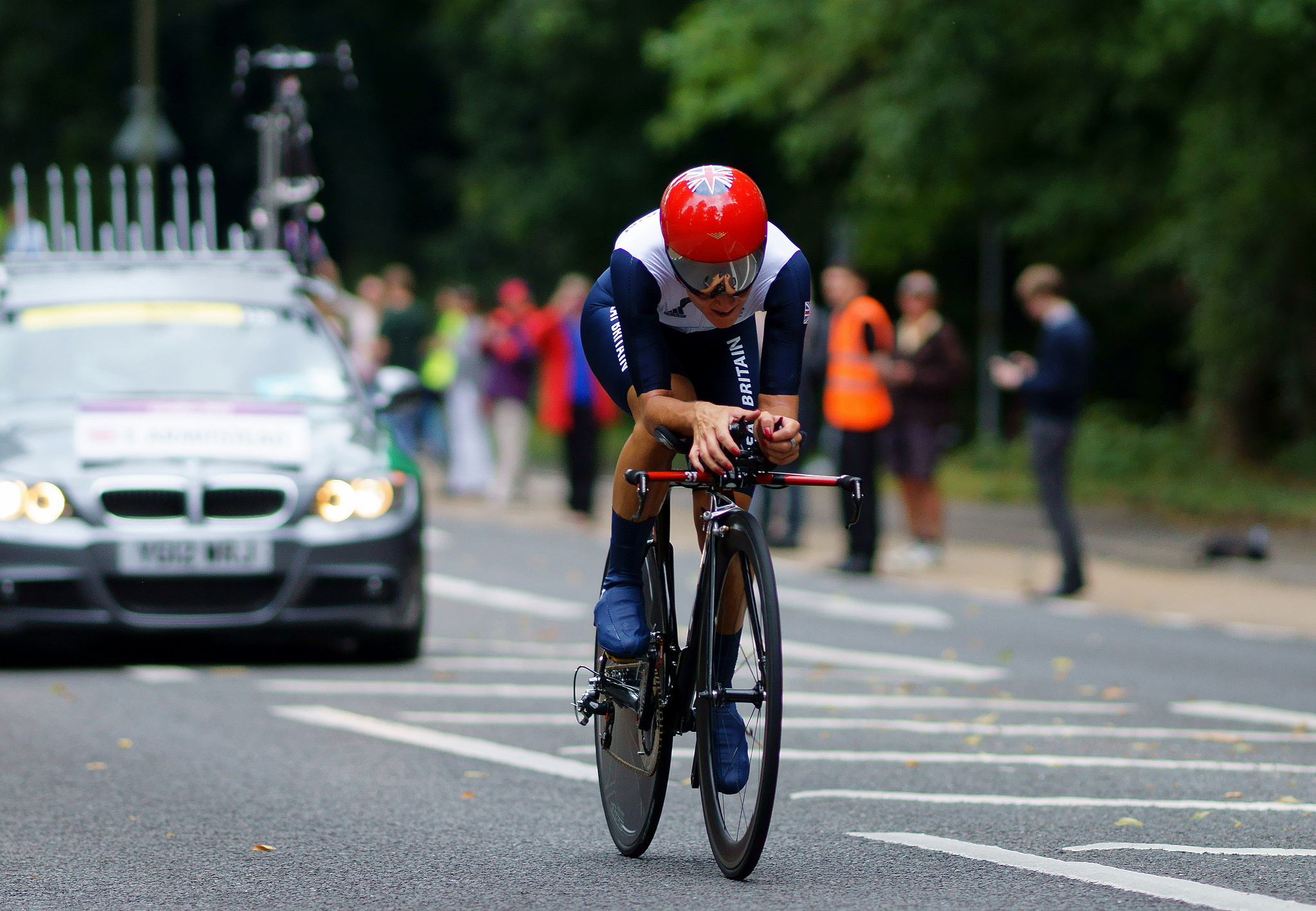
Lizzie Armitstead beim Einzelzeitfahren der Olympischen Spiele 2012 in London

- eine Etappe  Tour Cycliste Féminin International de l’Ardèche

2010
- drei Etappen  Tour de l’Aude Cycliste Féminin
- drei Etappen Tour Cycliste Féminin International de l’Ardèche

2011
- eine Etappe  Tour of Chongming Island
- Britische Meisterschaft – Straßenrennen
- eine Etappe Thüringen-Rundfahrt

2012
- Omloop van het Hageland
- Gent-Wevelgem

2013
- Britische Meisterschaft – Straßenrennen

2014
- Omloop van het Hageland
- Ronde van Drenthe
- eine Etappe Thüringen-Rundfahrt
- Commonwealth Games – Straßenrennen
- UCI Straßen-Weltcup

2015
- Gesamtwertung und zwei Etappen Ladies Tour of Qatar
- Trofeo Alfredo Binda
- Boels Rental Hills Classic
- Philadelphia International Cycling Classic
- eine Etappe The Women’s Tour
- Britische Meisterschaft – Straßenrennen
- Grand Prix de Plouay-Bretagne
- UCI Straßen-Weltcup
- Weltmeisterin Straßenrennen

2016
- Weltmeisterin – Mannschaftszeitfahren
- Omloop Het Nieuwsblad
- Strade Bianche
- Trofeo Alfredo Binda
- Flandern-Rundfahrt
- Gesamtwertung und eine Etappe The Women’s Tour
- Mannschaftszeitfahren Holland Ladies Tour

2017
- The Women’s Tour de Yorkshire Race
- Grand Prix de Plouay-Bretagne

2019
- Gesamtwertung, eine Etappe und Punktewertung Women’s Tour

2020
- La Course by Le Tour de France
- Mannschaftszeitfahren Giro d’Italia Femminile

2021
- Gesamtwertung, Punktewertung und Bergwertung Tour de Suisse Women
- Mannschaftszeitfahren Giro d’Italia Femminile
- Paris-Roubaix Femmes

2024
- Bergwertung Tour of Britain

### Bahn
2005
- Junioren-Weltmeisterschaft – Scratch

2007
- Europameisterschaft (U23) – Scratch
- Europameisterschaft (U23) – Punktefahren

2008
- Bahnrad-Weltcup in Manchester – Punktefahren, Scratch, Mannschaftsverfolgung (mit Katie Colclough und Joanna Rowsell)
- Bahnrad-Weltcup in Melbourne – Scratch, Mannschaftsverfolgung (mit Katie Colclough und Joanna Rowsell)
- Europameisterin (U23) – Scratch, Mannschaftsverfolgung (mit Katie Colclough und Joanna Rowsell)
- Europameisterschaft (U23) – Punktefahren

2009
- Weltmeisterin – Mannschaftsverfolgung (mit Wendy Houvenaghel und Joanna Rowsell)
- Weltmeisterschaft – Scratch
- Weltmeisterschaft – Punktefahren
- Bahnrad-Weltcup in Kopenhagen – Scratch, Mannschaftsverfolgung (mit Katie Colclough und Joanna Rowsell)
- Bahnrad-Weltcup in Manchester – Mannschaftsverfolgung (mit Wendy Houvenaghel und Joanna Rowsell)

2010
- Weltmeisterschaft – Omnium, Mannschaftsverfolgung (mit Wendy Houvenaghel und Joanna Rowsell)

2011
- Bahnrad-Weltcup in Peking – Punktefahren

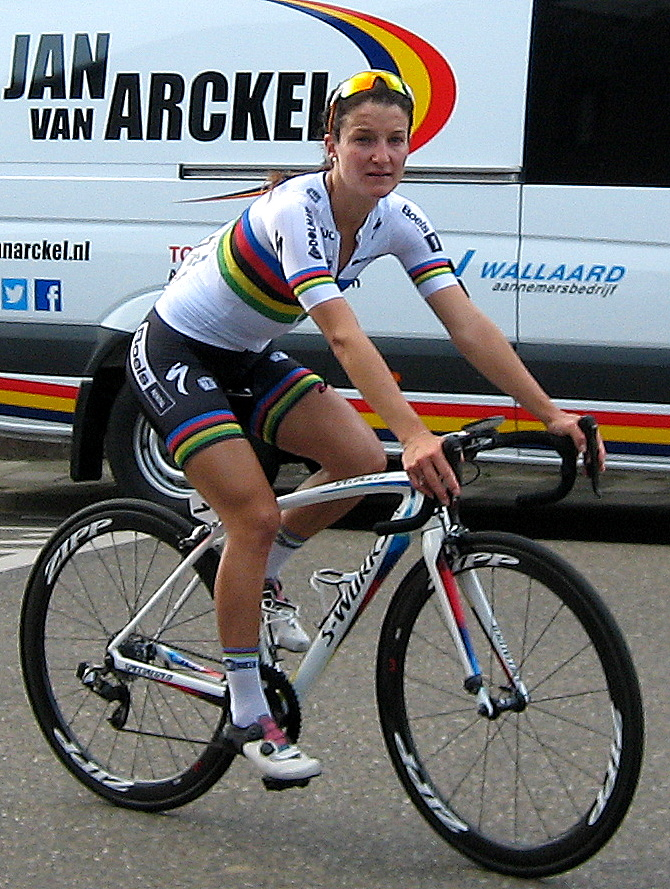
Lizzie Deignan 2016 beim Boels Rental Hills Classic